# Slick Idiot
Slick Idiot — німецький електронний та індастріал-гурт.

## Історія
Гурт Slick Idiot був створений колишніми учасниками KMFDM Гюнтером Шульцем та Еном Ешем після розпаду KMFDM у 1999 році. Перш ніж взяти собі ім'я Slick Idiot, Еш і Шульц записали кавер пісні Nine Inch Nails «Terrible Lie» для лейблу Cleopatra Records під назвою «Covered in Nails 2: A Tribute to Nine Inch Nails». Випустивши «DickNity» для придбання в Інтернеті, Slick Idiot разом з основними учасниками концертів Мелом Ф'юером та барабанщиком-програмістом Майклом Дж. Карраскільо вирушили в тур «High Life for Low Lives» по США у 2002 році. Потім лейбл Cleopatra Records перевидав «DickNity» з бонусним реміксом від Крістофа Шнайдера з Rammstein. Наприкінці 2003 року Еш та Шульц приєдналися до туру «United II» гурту Pigface. У жовтні 2004 року альбом «Screwtinized» був опублікований онлайн на їхньому вебсайті та отримав захоплені відгуки. У 2005 році Ен Еш знову гастролював з Pigface у рамках туру по США «Free for All», тоді як Шульц присвятив свій час створенню сайд-проєкту SCHULZ з вокалістом Джеффом Борденом. Гурт разом із Hanzel und Gretyl виступив гедлайнерами першого Gothicfest в Odeum Expo Center в Іллінойсі. У 2006 році Slick Idiot завершили повноцінний тур по США під назвою «xSCREWciating Tour» разом із More Machine Than Man. До туру долучилися учасники гурту: Грегг Зімба на барабанах та Вікторія Леві на вокалі.
Як данину поваги Чемпіонату Європи з футболу УЄФА 2008 року, який проходив в Австрії та Швейцарії, а також у Відні, Slick Idiot записав версію відомої традиційної австрійської пісні «Wien, Du Stadt meiner Träume», написаної Рудольфом Сечинським. Пісня була випущена 12 травня 2008 року лише для цифрового завантаження.
Наприкінці 2009 року Slick Idiot гастролювали по США, унаслідок чого дали майже 50 концертів за два місяці. Гурт випустив альбом «SUCKSESS» 4 вересня 2009 року.
29 травня 2010 року Slick Idiot розпочали тур «Sucksess 2010 USA Tour» у Фініксі, штат Аризона, і продовжили тур по США. Разом з Ешем та Шульцем виступали барабанщик Зімба та співачка Еріка Діланджян. Крім того, співачка Мона Мур виступила як запрошена гостя, виконуючи пісні з альбому «120 Tage — The Fine Art of Beauty and Violence», спільного альбому Мур та Еша. Мур супроводжувала гурт у 2010 та 2011 роках у двох повноцінних турах Канадою, а також у 2012 році в турі «Slick Idiot vs Mona Mur & En Esch Classick Tour 2012» з Деном Сімоесом (з Alvalanker) на гітарі та Ітаном Мозлі (з Promonium Jesters) на барабанах. Мур знову виконала жіночі вокальні партії з альбому Slick Idiot разом із піснями зі спільного проєкту Мур та Еша.[джерело?].